# INTEGRAL (обсерватория)
Международная обсерватория гамма-лучей (англ. INTErnational Gamma-Ray Astrophysics Laboratory/INTEGRAL) — орбитальная обсерватория, предназначенная для изучения галактических и внегалактических объектов в жёстком рентгеновском и гамма-диапазоне. INTEGRAL — проект Европейского Космического Агентства (ЕКА) в сотрудничестве с Роскосмосом и НАСА, управляется из Европейского центра управления космическими полётами в Дармштадте, Германия и через наземные станции в Бельгии (Реду) и США (Голдстоун). 28 февраля 2025 года после 22 лет 4 месяцев 11 дней работа телескопа была завершена.

## Цели проекта
Целями работы обсерватории являются:
- Предоставить новые данные, позволяющие обогатить теорию нуклеосинтеза, обнаружив атомные ядра, образованные в конце жизни звёзд[1].
- Обнаружение остатков древних сверхновых звёзд путем идентификации ядер радиоактивных элементов, обычно синтезируемых ими при взрыве[2].
- Идентифицировать явления холодного нуклеосинтеза, то есть расщепления атомов, возникающие при столкновении атомов или ускоренных протонов с атомами межзвёздной среды. Во время столкновения атомы межзвёздной среды (углерод, кислород, азот) разрушаются (процесс расщепления) и дают более лёгкие атомы лития, бериллия, бора. Физические условия в звёздах способствуют быстрому разрушению этих элементов в ядерных реакциях, из-за чего практически все атомы этих элементов образовались в межзвёздной среде. ИНТЕГРАЛ должен более детально изучить эти атомы через гамма-лучи, испускаемые ими, когда они возвращаются из возбуждённого в основное состояние[3].
- Наблюдение новых и сверхновых звёзд[4], в том числе гравитационных сверхновых, то есть коллапс звёзд с массой, превышающей 8—10 масс Солнца[5].
- Наблюдение компактных объектов, таких как белые карлики, нейтронные звёзды, чёрные дыры[6].
- Наблюдение галактик, звездных скоплений, активных ядер галактик, блазаров и космического микроволнового фона[6].
- Наблюдение процессов и явлений в центре нашей Галактики.
- Выявление источников гамма-лучей, происхождение которых в настоящее время неизвестно[6].
- Регистрация аннигиляционного излучения позитронов в нашей Галактике[7].

Это была самая чувствительная гамма-обсерватория в космосе до запуска Fermi в 2008 году. Ввиду того, что фотоны жёсткого рентгеновского и гамма-диапазонов практически невозможно отклонить от прямолинейного распространения и, таким образом, сфокусировать, то для построения изображений основные инструменты обсерватории используют принцип кодирующей апертуры. Скорее всего, инструменты обсерватории INTEGRAL (а также телескоп BAT обсерватории SWIFT) будут являться последними в серии телескопов жёстких рентгеновских лучей с кодирующей апертурой, ввиду того, что для дальнейшего значительного увеличения чувствительности инструментов такого типа необходимо увеличивать массу инструментов в более чем 10 раз, что в настоящее время невозможно при имеющихся носителях (масса обсерватории INTEGRAL ~4,2 тонны). Метод кодирующей апертуры в космической области впервые был применён в 1989 году французским телескопом SIGMA на борту российской космической обсерватории «Гранат».

## Космический аппарат
После отмены Россией в 2002 году программы Спектр-РГ (в первоначальном «тяжёлом» варианте), в которую европейские и американские лаборатории затратили более 300 миллионов долларов США, Роскосмос взял на себя обязательства по доставке обсерватории на орбиту.
INTEGRAL был запущен с космодрома Байконур в 2002 году. При выведении на орбиту был задействован мобильный измерительный пункт в Южной Америке и военный советский центр управления полётами. Эксплуатационная орбита аппарата имеет период 72 часа и имеет высокий эксцентриситет с перигеем в 10 000 км, в пределах магнитосферного радиационного пояса. Однако большая часть каждой орбиты проходит за пределами этого региона, где могут проводиться научные наблюдения. Они достигают наибольшего расстояния от Земли (апогей) в 153 000 км. Апогей приходится на северное полушарие, чтобы сократить время затмений и максимально увеличить время контакта с наземными станциями в северном полушарии. Для этого же его орбита синхронизированная с вращением Земли.
Благодаря специальной схеме запуска обсерватории удалось сохранить неожиданно большу́ю часть топлива, что позволяет аппарату физически работать на орбите более 10-15 лет, и на данный момент он более чем двукратно превысил изначально планируемый срок службы. По состоянию на ноябрь 2018 года её миссия была продлена до конца 2020 года с вероятным продлением до 2022 года.
Космический аппарат INTEGRAL является копией спутника XMM-Newton, что позволило значительно сократить затраты на проект. Для управления спутником используется двигатель на гидразине, 544 кг которого было запасено в 4 подвесных баках. Солнечные никель-кадмиевые батареи имеют размах 16 метров и обеспечивают мощность 2,4 кВт.
Управление ориентацией осуществляется по звёздам несколькими солнечными датчиками и несколькими гироскопами.
Производитель спутника — компания Thales Alenia Space.

## Приборы
Обсерватория состоит из двух основных (IBIS, SPI) и двух вспомогательных приборов (JEM-X, OMC).
- IBIS — телескоп с кодирующей маской. Рабочий диапазон энергий — от 15 кэВ (жёсткое рентгеновское излечение) до 10 МэВ (гамма-излучение). В диапазоне 15—300 кэВ фотоны регистрируются детектором ISGRI (Integral Soft Gamma-Ray Imager) на наборе кадмий-теллуридовых элементов; в диапазоне 300 кэВ — 10 МэВ — в основном детектором PICsIT (Pixellated Ces-Iodide Telescope) на цезий-йодовых элементах. Детекторы телескопа имеют полную площадь около 2500 см², половина из которых затмевается кодирующей маской. Угловое разрешение составляет 12 угловых минут, но развёрткой сигнала удаётся улучшить его до 1 угловой минуты и выше, вплоть до 30 угловых секунд[7]. Маска из 95 х 95 прямоугольных вольфрамовых плиток находится на 3,2 метра выше детекторов. Детекторная система состоит из 128 х 128 ячеек теллурида кадмия детектора ISGRI, под которой находится слой из 64 х 64 ячеек иодида цезия детектора PICsIT. ISGRI чувствителен до 1 МэВ, в то время как чувствительность PICsIT распространяется до 10 МэВ.
- SPI — германиевый спектрометр, состоящий из 19 отдельных детекторов, также использует кодирующую маску из шестиугольных вольфрамовых пластин. Рабочий диапазон энергий от 20 кэВ до 8 МэВ[7]. Германиевые детекторы охлаждаются до температуры около 80—90 К, что даёт возможность достичь беспрецедентного энергетического разрешения в 2 кэВ на энергии 1 МэВ. Обе системы детекторов (IBIS и SPI) для уменьшения фонового излучения должны экранироваться. Вольфрамовые пластины кодирующей маски экранируются слоем пластика-сцинтиллятора, который поглощает вторичное излучение, вызванное воздействием высокоэнергетических частиц на вольфрам. Экранирование детекторов осуществлено пластинами свинца и кристаллами германата висмута (BGO). Оптическое поле составляет 8°, а разрешающая способность — 2°[13].
- Вспомогательные приборы JEM-X и OMC (Optical Monitor Camera) предназначены для изучения объектов в обычном рентгеновском — 335 кэВ (JEM-X) и оптическом и ультрафиолетовом (OMC) диапазонах (длина волны 500—580 нм). OMC способен регистрировать объекты до 18,2 звёздной величины при экспозиции в 1000 сек[7]. Помимо расширения спектрального охвата, изображение получается более чётким из-за более короткой длины волны. Детекторы представляют собой газообразные сцинтилляторы (ксенон и метан). В основном это инструменты поддержки, которые также могут регистрировать активность и состояние некоторых более ярких объектов.
- Последним прибором является IREM (INTEGRAL Radiation Environment Monitor), который отвечает за мониторинг уровня орбитального фона, а также используется для калибровки данных. IREM чувствителен к электронам и протонам (регистрирует их независимо друг от друга) в радиационном поясе Земли, а также к космическим лучам. Если фоновый уровень слишком высок, IREM может отключить научные инструменты для их защиты.

Детекторы с кодирующей апертурой были разработаны под руководством Университета Валенсии, Испания.

## Основные результаты
Обсерватория INTEGRAL продолжает успешно работать на орбите. Среди основных результатов обсерватории необходимо отметить:
- Построение карты области Центра Галактики в жёстком рентгеновском диапазоне с очень высокой чувствительностью.
- Открытие целого набора галактических источников жёсткого рентгеновского излучения, скрытых поглощением пыли в других диапазонах энергий (например, стандартном рентгеновском 1—10 кэВ, или оптическом)
- Открытие новой жёсткой рентгеновской компоненты в излучении так называемых аномальных рентгеновских пульсаров и магнитаров. Природа возникновения этой компоненты не до конца ясна.
- Измерение с высокой точностью формы спектра аннигиляционного излучения позитронов. Таким образом, учёные смогли определить, что около половины антивещества, производимого в Галактике, происходит из-за чёрных дыр или нейтронных звёзд, отрывающих вещество от своего спутника с массой, меньшей или равной массе Солнца[14].
- Впервые измерено излучение хребта Галактики на энергиях выше 20 кэВ. Показано, что до энергий 50—60 кэВ оно создаётся суммарным излучением большого количества аккрецирующих белых карликов.
- Проведены подсчёты источников жёсткого рентгеновского излучения на всём небе. По результатам этих подсчётов измерены статистические характеристики галактических и внегалактических источников в ближней Вселенной.
- Обнаружение нового типа квазара (т. н. «железный квазар»).
- Открытие новой категории массивных рентгеновских двойных звёзд, которые благодаря наземным обсерваториям идентифицированы как компактные объекты на орбите вокруг сверхгигантских звёзд[15].
- Идентификация 700 новых источников гамма-излучения, в том числе категории пульсаров, способных генерировать магнитные поля в миллиард раз сильнее, чем те, которые созданы в лабораториях на Земле.
- Составлен каталог обнаруженных чёрных дыр, который должен дать возможность оценить их количество во Вселенной.
- ИНТЕГРАЛ позволил установить, что сверхмассивная чёрная дыра в центре нашей галактики обладает очень низкой активностью[16].
- Космическая обсерватория служит системой оповещения о возникновении внезапных быстрых гамма-всплесков длительностью от нескольких секунд до нескольких минут благодаря косвенному использованию её приборов. При этом она позволяет быстро указать координаты другим более эффективным инструментам на источник этого быстротечного явления. Таким образом, благодаря ИНТЕГРАЛу учёные могут обнаружить источник гамма-всплеска, расположенный на небольшом расстоянии (следовательно, в недалеком прошлом) и гораздо меньшей мощности, что важно для его идентификации[17].
- Составлена карта распределения алюминия-26, позволяющая уточнить знания о процессе нуклеосинтеза этого атома. Продолжается работа по картированию распределения титана-44[18].